# Nathalie
Nathalie, pseudonimo di Natalia Beatrice Giannitrapani (Roma, 16 dicembre 1979), è una cantautrice italiana.
Dopo diverse esperienze musicali ha raggiunto la notorietà vincendo la quarta edizione del talent show X Factor. Ha partecipato una volta al Festival di Sanremo (2011) e durante la sua carriera ha collaborato con diversi artisti italiani e internazionali tra cui Franco Battiato, Raf, Elio e le Storie Tese, Skunk Anansie, Lucio Fabbri, Toni Childs e il produttore degli Oasis Owen Morris.

## Biografia
Nasce a Roma da due genitori nati entrambi casualmente in Africa: il padre italiano, di origine siciliana, in Tunisia e la madre, di nazionalità belga, nella Repubblica Democratica del Congo.

### Gli inizi e i primi festival
Si è avvicinata alla musica durante l'adolescenza quando ha iniziato a studiare canto e musica, a scrivere canzoni in italiano, in inglese e in francese e a esibirsi nei locali della capitale. Tra la fine degli anni 1990 e i primi anni 2000 Nathalie ha fatto varie volte da apri concerto per alcuni artisti e ha partecipato a varie competizioni: nel 1998 è arrivata 2ª a Spazio aperto e nel 2000 ha vinto la quarta edizione del  Festival Fuoritempo di Roma, nella categoria Under 21. Due anni dopo, ha vinto il premio per la migliore canzone. Ha in seguito aperto concerti di Max Gazzè, Marco Parente, La Crus, Andrea Mirò. Ha suonato per molti anni nel locali romani e di tutta Italia.

### PreX-Factor

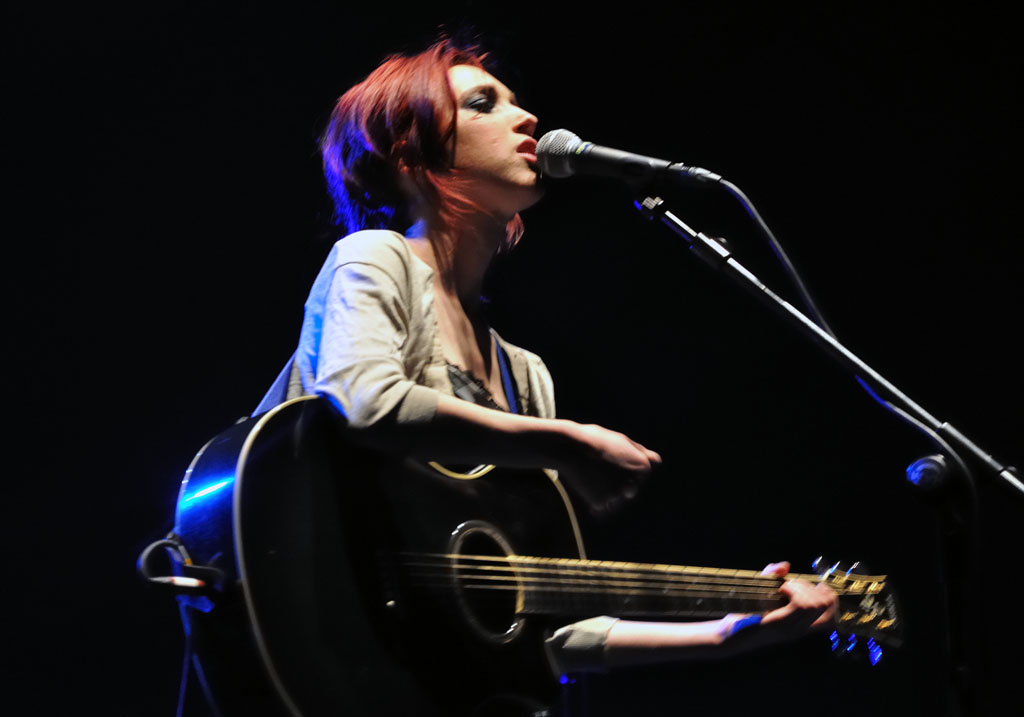
Nathalie alla chitarra, Gran Teatro Geox di Padova, 2011.

Nell'estate 2003 è stata tra i fondatori del gruppo nu-metal/gothic metal Damage Done, di cui è stata cantante e coautrice. Con questo gruppo ha inciso il demotape Thorns. Il quartetto ha aperto nel maggio 2004 il concerto dei Vision Divine e dei Beholder al Blackout di Roma, quindi ha raggiunto il podio al Rock TV Contest, legato al TIM Tour 2004.
Nathalie ha continuato l'attività di solista e la partecipazione a concorsi canori: nel luglio 2005 ha fatto le sue prime brevi apparizioni in canali satellitari della RAI e, in seguito, su Rai Radio 1, dove più volte è chiamata a cantare dal vivo i suoi pezzi inediti. A ottobre 2005 è arrivata seconda al Biella Festival di Biella, mentre nel 2006 ha vinto la seconda edizione del Premio Demo-SIAE, ricevendo i 1.000 euro in palio. Sempre nello stesso anno ha vinto anche la sesta edizione del MArteLive di Roma con un brano che diventerà uno dei suoi cavalli di battaglia, L'alba. Come premio per la vittoria, dello stesso brano viene realizzato un videoclip, ispirato al romanzo Le avventure di Alice nel Paese delle Meraviglie. Sempre nel 2006 è arrivata seconda a S.I.M., un concorso organizzato dalla Sapienza Università di Roma.
Si esibisce su diversi palchi della scena romana, e tiene anche un concerto nel cortile della sezione femminile del carcere di Rebibbia. Nel 2009 ha aperto il concerto di un altro suo grande idolo, Cristina Donà e proseguito la collaborazione come interprete di due canzoni delle colonne sonore del film Trappola d'autore di Franco Salvia (2009) e della serie televisiva Crimini (2010). A settembre, a Comiso, ha vinto il Demo's Lady Award.

### La vittoria aX FactoreIn punta di piedi
Nell'autunno 2010 è entrata come concorrente nella quarta edizione del talent show X Factor, nella categoria Over 25 capitanata da Elio. Arrivata in semifinale, e dovendo cimentarsi per regolamento con un brano inedito, ha rifiutato di eseguire un brano scritto per lei da Pacifico (nonostante l'opinione inizialmente contraria di Elio e degli altri musicisti che la seguivano), e ha invece preferito mettersi in gioco con una sua canzone inedita, In punta di piedi, composta nel 2009. Nathalie ha raggiunto la finale e ha poi vinto il talent, firmando un contratto discografico di 300.000 euro con la Sony Music; in finale inoltre ha duettato con gli Skunk Anansie nell'interpretazione di You'll Follow Me Down, e ha ricevuto il premio della critica della sala stampa e di alcune emittenti radiofoniche.

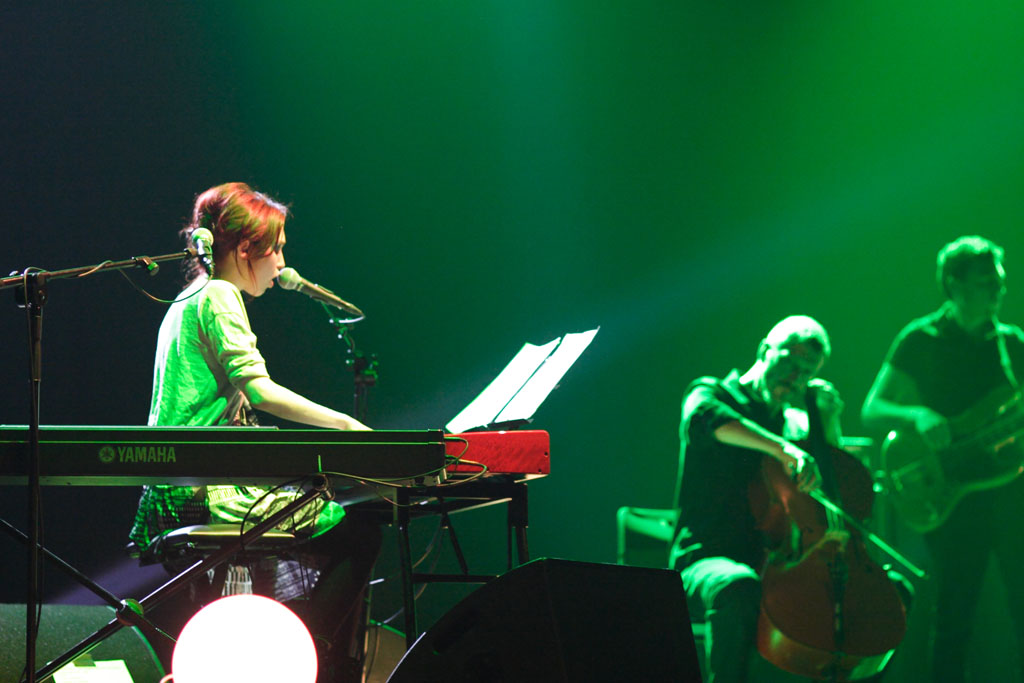
Nathalie alle tastiere; a destra, Stefano Cabrera e Simone Massimi.

In punta di piedi è stato pubblicato come singolo sulle piattaforme digitali il 24 novembre 2010, giorno successivo alla semifinale di X Factor. Il brano ha debuttato alla prima posizione della classifica FIMI. Un EP, con il brano eponimo e quattro cover, è uscito invece il 30 novembre 2010, il quale ha raggiunto la tredicesima posizione in classifica. Il singolo omonimo ha raggiunto il disco d'oro grazie agli oltre 15.000 download digitali.

### Sanremo eVivo sospesa
Nel dicembre 2010 è stata ufficializzata la partecipazione di Nathalie al successivo Festival di Sanremo 2011 nella categoria Artisti. 
Nel febbraio 2011 rilascia un'intervista a Vanity Fair Italia in cui tra l'altro critica la scelta delle vallette del Festival e le trasmissioni di Maria De Filippi (il talent show Amici e il reality show Uomini e donne) affermando che "è la materializzazione di una brutta tv che ha una ricaduta pesantissima a livello culturale (...) Uomini e donne è una specie di cancro", mentre Amici darebbe "false aspettative" ai giovani cantanti, spettacolarizzando le persone e non la loro musica. Diversi anni dopo ha dichiarato di aver ricevuto ostracismo dall'ambiente musicale per quelle dichiarazioni.
Due settimane dopo Nathalie porta sul palco del teatro Ariston il brano Vivo sospesa. Durante la terza serata della kermesse, dedicata al 150º anniversario dell'Unità d'Italia, ha interpretato Il mio canto libero di Lucio Battisti (cover inserita nella compilation celebrativa Nata per unire), mentre nella quarta serata, incentrata sui duetti, è salita sul palco con L'Aura. Vivo sospesa si è classificata al 7º posto finale.
Il 16 febbraio è uscito il suo primo disco di inediti, intitolato Vivo sospesa. Nel febbraio 2011 la cantante ha ricevuto anche una candidatura ai TRL Awards 2011 nella categoria Best Talent Show Artist. Dopo la partecipazione a Sanremo la cantante è stata occupata con il tour promozionale Vivo sospesa... in tour.

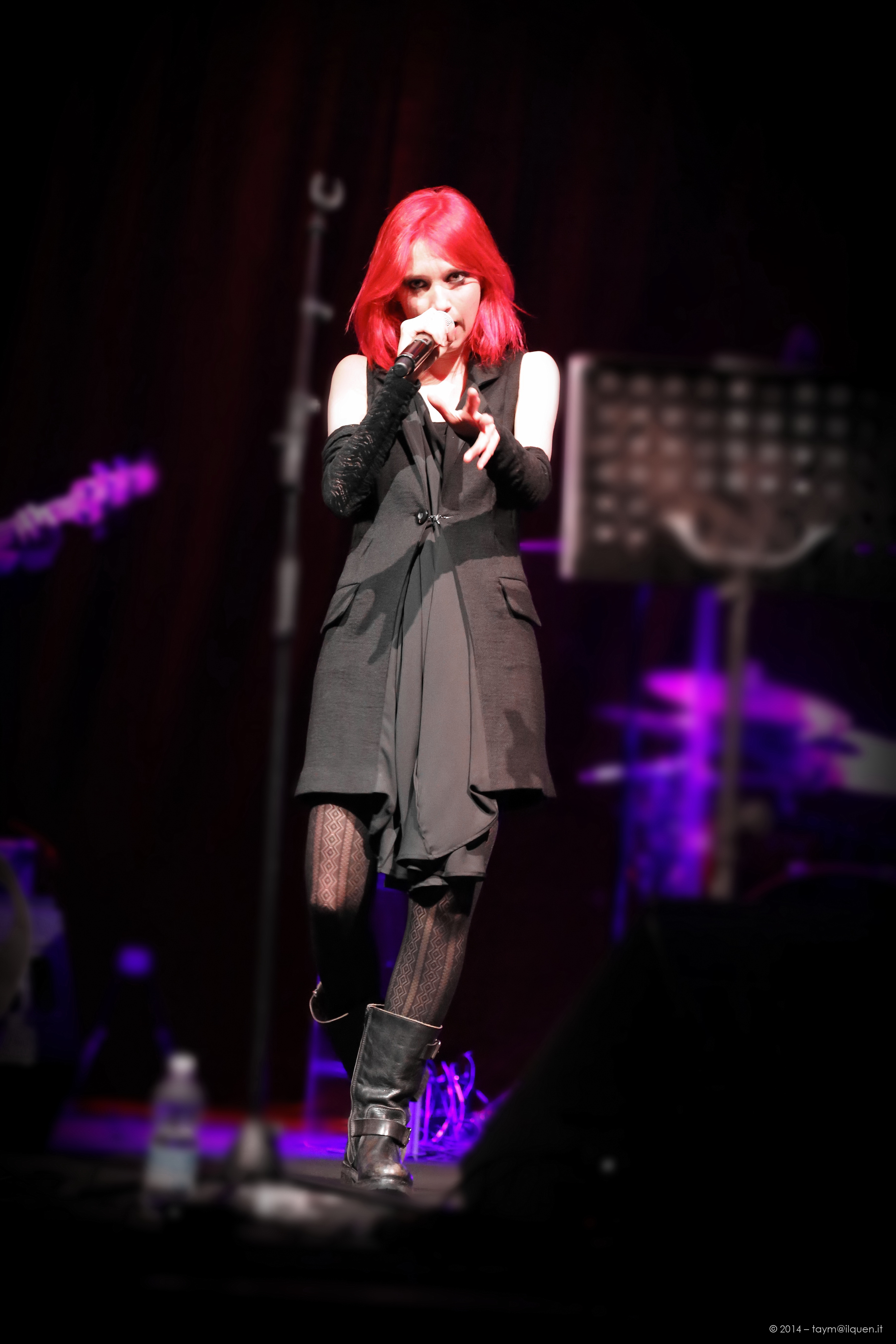
Nathalie in concerto, Roma, 2014.

Ad aprile collabora con Raf al singolo Numeri, tratto dall'album omonimo del cantante; nel brano c'è anche la partecipazione del rapper Frankie hi-nrg mc. Il 2 maggio, insieme a Emma Marrone, i Modà e Raphael Gualazzi prende parte come ospite al programma televisivo musicale Due di Rai 2, affiancando Gianni Morandi e Roberto Vecchioni. Dal 6 maggio 2011 entra in rotazione radiofonica Sogno freddo, il secondo singolo estratto dall'album Vivo sospesa. Durante l'estate 2011 fa da apri concerto in alcune tappe del tour Up Patriots to arms! di Franco Battiato.
Il 5 settembre 2011 viene presentato in anteprima il videoclip del singolo Mucchi di gente a Venezia in occasione del Sony Ericsson Film Contest: si tratta di un video musicale girato interamente con un telefonino Xperia Arc dal regista Leandro Manuel Emede. Viene reso disponibile per il download digitale a partire dal successivo 9 settembre.
Nel mese di settembre, la cantautrice concorre anche al Premio Videoclip Italiano edizione 2011 con il video musicale di In punta di piedi che vede la regia di Roberto Saku Cinardi. Il 27 settembre è ospite di Claudio Baglioni nella IX edizione del Festival O' Scià di Lampedusa. Nel novembre 2011 è tra i doppiatori del film d'animazione Happy Feet 2, dando la voce a Gloria.
Nell'autunno 2012 partecipa a un episodio della serie televisiva I Cesaroni.

### Anima di vento
A giugno 2013 annuncia sul suo account Twitter di essere al lavoro su un nuovo album, che è anticipato dal singolo Sogno d'estate in collaborazione con Raf. L'album Anima di vento viene pubblicato il 17 settembre 2013 e contiene altre due importanti collaborazioni: quella con Toni Childs e quella con Franco Battiato nel brano L'essenza. Il 27 settembre 2013 esce in rotazione radiofonica Anima di vento, brano che prende il nome dall'omonimo album; il disco debutta la prima settimana al 20º posto della classifica FIMI.  Contestualmente Nathalie tiene tre concerti-evento promozionali:  il 15 novembre presso l'Auditorium della RSI a Lugano (Svizzera), il 17 novembre ai Magazzini Generali di Milano, il 29 novembre all'Auditorium Parco della Musica di Roma. Il 24 gennaio 2014 esce il suo nuovo singolo tratto dall'album Anima di vento, L'orizzonte. Oltre ai tre singoli, viene realizzato un quarto videoclip per il brano L'essenza con Battiato, che vede protagonista l'attrice e conduttrice Ilaria Fratoni.
In primavera tiene dei concerti a Parigi e Bruxelles e di nuovo a Roma al Circolo degli Artisti. Prende parte allo show televisivo di Elio e le Storie Tese, Il Musichione su Rai 2, e alla serata Una notte per Caruso - Premio Caruso 2014  su Rai 1. 
Dopo Anima di vento rescinde il contratto con Sony per divergenze artistiche e personali, in quanto la major desiderava uno spostamento dall'alternative rock e dalle ballad verso sonorità più simili al pop mainstream da classifica.
Nell'autunno 2014 Nathalie pubblica la cover in francese de L'anamour, canzone scritta da Serge Gainsbourg, per il cortometraggio Dirsi addio, tratto da un racconto di Chiara Gamberale; viene anche pubblicato un video con le immagini del film. Nel luglio 2015 Nathalie ha ricevuto il Premio Lunezia "Menzione Speciale" per il valore letterario-musicale della canzone L'essenza.

### Into the Flow
Anticipato dal singolo Smile-in-a-Box, nel maggio 2018 l'artista pubblica il suo terzo album in studio, Into the Flow. Composto da dieci tracce, è un concept album incentrato sull'acqua e prodotto da lei stessa con Francesco Zampaglione e Luca Amendola. Le sonorità oltre al pop rock, toccano il soul e un rock meno commerciale e pop rispetto alle melodie richieste dalla Sony. La maggioranza dei brani sono inoltre in inglese. Il videoclip di Smile-in-a-Box, girato dal regista Egidio Amendola, vede la partecipazione straordinaria di Stefano Fresi. Nel dicembre 2018 è stato pubblicato il videoclip di Tra le labbra, brano precedentemente escluso dal Festival di Sanremo, girato da Taiyo Yamanouchi, in arte Hyst. Nel 2019 è una dei cento giurati della prima edizione del programma televisivo All Together Now - La musica è cambiata su Canale 5.

### Freemotion
Nel 2022 presenta, con l'etichetta Hukapan di Elio e le Storie Tese, la canzone inedita Respirando con cui tenta di partecipare al Festival di Sanremo 2023, ma viene scartata.
Il 12 maggio 2023 pubblica Una canzone per noi / A Song for Us, scritto durante il lockdown per il COVID-19 del 2020, che anticipa l'album Freemotion in uscita il 10 gennaio 2024. Questo, non proposto per scelta a nessuna etichetta, è stato autoprodotto e inciso completamente in digitale, durante l'arco di tre anni, in un camper attrezzato come studio di registrazione ecosostenibile. Il nuovo progetto sperimenta musicalità vicine anche all'indie pop, all'unplugged pop acustico, alla musica country, ma con l'uso anche di sintetizzatori e tastiera elettronica in sostituzione del pianoforte. I singoli successivi sono Lonely God (canzone scritta nel 2010 e già eseguita dal vivo negli anni precedenti ma mai incisa se non in versioni demo), Arcobaleno / Morning Rainbow (Arcobaleno è anche il titolo anche dell'EP digitale di luglio), I Just Wanna Be Free, Respirando.
Il 7 giugno esce il brano Il mondo alle spalle in cui duetta con Piero Campi.

## Vocalità e influenze musicali
La musica di Nathalie si ispira ad artisti italiani come Francesco De Gregori, Elisa, Cristina Donà e Fabrizio De André, e internazionali come Fiona Apple, Tori Amos, Jeff Buckley, i Radiohead, PJ Harvey, Alanis Morissette, Kate Bush e Serge Reggiani, con sonorità principalmente pop rock, in particolare alternative e indie rock con ballad piano rock nei primi dischi, in seguito anche soul, blues rock, elettrorock e nei dischi più recenti, anche indie pop molto influenzato dall'acoustic e dal country pop. La cantante è una mezzosoprano caratterizzata da voce graffiata, ma capace anche di utilizzare il falsetto e una tonalità pulita con naturalezza.

## Discografia

### EP
- 2010 - In punta di piedi
- 2023 - Arcobaleno

### Album in studio
- 2011 - Vivo sospesa
- 2013 - Anima di vento
- 2018 - Into the Flow
- 2024 - Freemotion

## Tour
- 2011 - Vivo sospesa... in tour (Italia)
- 2014 - Anima di Vento... in tour
- 2018 - 2019 - Into the tour
- 2021 - La musica che gira in camper (con Agnese Valle e Sara Romano) (Italia)
- 2023 - Camper diem - tour 2023 (Italia)
- 2024 - Freemotion - live (Italia)

### Band
Nathalie durante i tour viene accompagnata dai seguenti musicisti:
- Stefano Cabrera / Raffaele Ottonello al violoncello;
- Giulio Caneponi / Roberto Pirami/ Danilo Menna alla batteria;
- Simone Massimi al basso elettrico;
- Francesco Tosoni / Riccardo Gioggi / Daniele De Seta alla chitarra elettrica.

## Doppiaggio
- 2011 - Happy Feet 2

## Televisione
- 2012 - Interpreta se stessa nella serie televisiva I Cesaroni, nell'episodio Genio tra le pagine

## Riconoscimenti
- 2006 - Premio Demo-SIAE[15]
- 2006 - Premio MArteLive per L'alba[17]
- 2010 - Premio Demo's Lady Award
- 2010 - Vince X Factor e il relativo premio della critica[27]
- 2013 - Premio Roma Videoclip per il video Anima di vento
- 2015 - Premio Lunezia per il valore letterario-musicale della canzone L'Essenza
- 2023 - Premio Roma Videoclip "Special Award" per Una canzone per noi[75]